# Роудс, Шари
Ша́ри Луи́з Суо́ффорд Ро́удс (англ. Shari Louise Swofford Rhodes; 14 июля 1938, Парис, Техас — 20 декабря 2009, Санта-Фе, Нью-Мексико) — американский кастинг-директор, кинопродюсер и актриса

.

## Биография и карьера
Роудс родилась 14 июля 1938 года в Парис, штат Техас, в семье Джуэлла Суоффорда и Элси Джулиан, которая также занималась кастингом вместе с дочерью. У Роудс было двое детей: дочь Стейси Роудс Реш (умерла в 1988 году) и сын Кеннет Дойл Роудс.  
Роудс начала карьеру кастинг-директора в 1975 году, работая над такими блокбастерами, как «Челюсти» (1975) и «Близкие контакты третьей степени» (1977). Она была сопродюсером фильма «Человек на Луне» (1991), сценарий для которого написала её подруга Дженни Уингфилд. Живя в Нью-Мексико, она работала над сериалом «Во все тяжкие» (2008—2009).
Роудс умерла 20 декабря 2009 года в Санта-Фе от рака молочной железы в возрасте 71 года. Она появилась в роли актрисы в третьем эпизоде третьего сезона «Во все тяжкие», который вышел после её смерти и был посвящён её памяти.

## Избранная фильмография

### Кастинг-директор
| Год       | Русское название                 | Оригинальное название              | Примечания                        |
| --------- | -------------------------------- | ---------------------------------- | --------------------------------- |
| 1975      | Челюсти                          | Jaws                               | кастинг на местности              |
| 1977      | Близкие контакты третьей степени | Close Encounters of the Third Kind |                                   |
| 1978      | Даллас                           | Dallas                             | кастинг на местности, 12 эпизодов |
| 1978      | Челюсти 2                        | Jaws 2                             | кастинг на местности              |
| 1980      | Городской ковбой                 | Urban Cowboy                       | кастинг на местности              |
| 1983      | Язык нежности                    | Terms of Endearment                | кастинг на местности              |
| 1983      | Челюсти 3                        | Jaws 3-D                           | дополнительный кастинг            |
| 1985      | Сильверадо                       | Silverado                          | кастинг на местности              |
| 1988      | Миссисипи в огне                 | Mississippi Burning                | кастинг на местности              |
| 1991      | Человек на Луне                  | The Man in the Moon                | кастинг-директор, продюсер        |
| 2008—2009 | Во все тяжкие                    | Breaking Bad                       | кастинг на местности, 6 эпизодов  |

### Актриса
| Год  |   | Русское название | Оригинальное название | Роль                   |
| ---- | - | ---------------- | --------------------- | ---------------------- |
| 2010 | с | Во все тяжкие    | Breaking Bad          | леди, играющая в бинго |